# Arc triomphal
Ne doit pas être confondu avec Arc de triomphe.

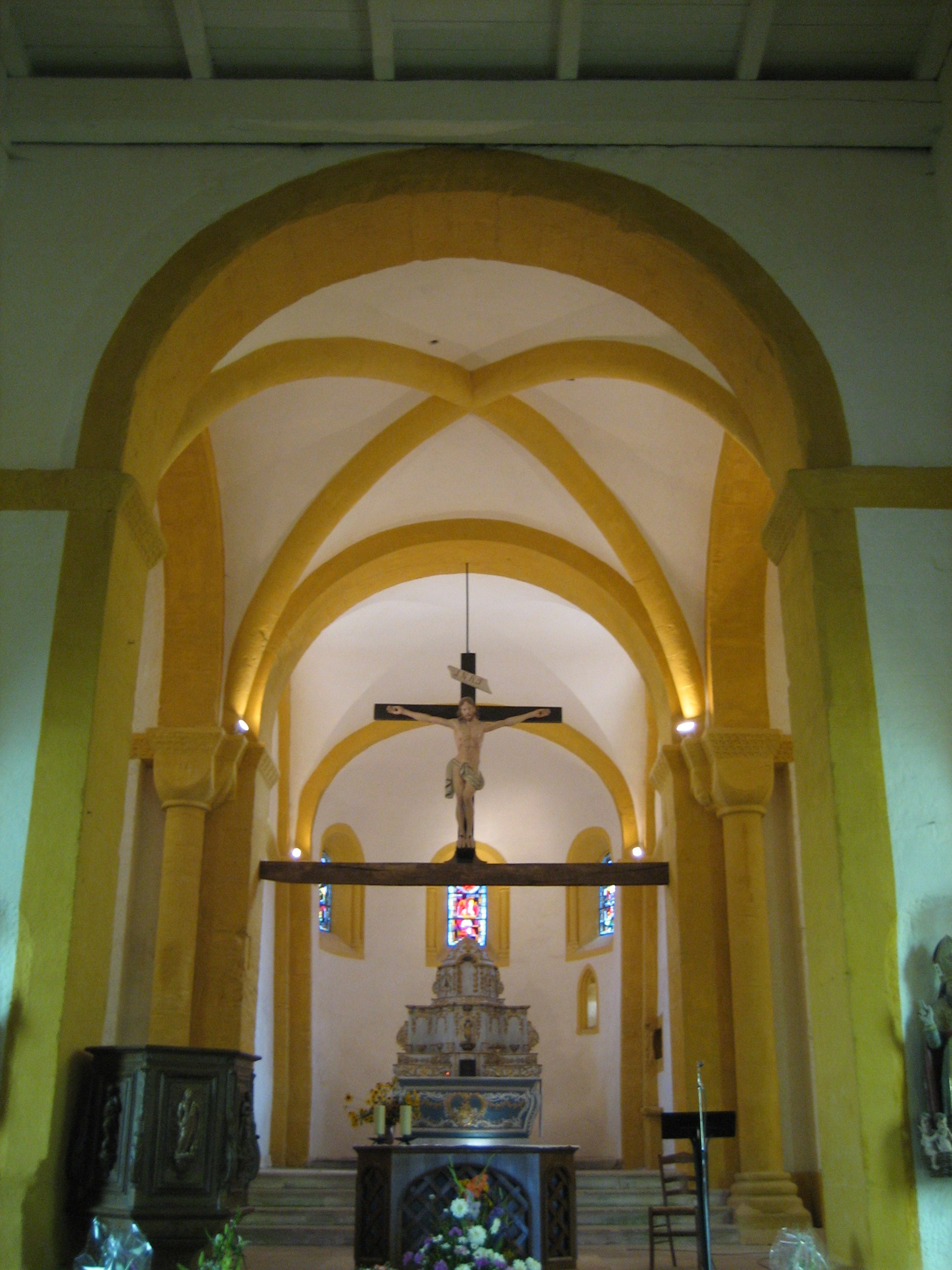
Église de Champ-le-Duc : arc et « poutre de gloire ».

Dans l'architecture religieuse, un arc triomphal est un arc qui sépare la nef et le chœur d'une église.

## Arc triomphal et poutre de gloire
Spécifiquement, le terme d'« arc triomphal » désigne l'ensemble formé par l'arc maçonné lui-même, et la poutre de gloire, aussi appelée « tref » (latin trabes doxalis, poutre de gloire) : c'est une poutre de bois placée horizontalement entre les sommiers de l'arc triomphal, et qui porte en son milieu un crucifix. À l'origine simple poutre rectiligne, elle peut présenter des courbes et des ornementations diverses.
Afin de soulager la poutre, on la fit reposer sur des poteaux ou des colonnes, ce qui donna naissance au jubé, qui remplaça souvent l'arc triomphal à partir du XIIe siècle. La disparition du tref n'a pas pour autant entraîné la disparition de l'arc correspondant.
L’arc triomphal peut surplomber un chancel, clôture basse séparant matériellement la nef du chœur.

## Arc triomphal décoré
En Italie et en Allemagne, nombre d'arcs triomphaux n'ont jamais eu de poutre de gloire, mais souvent une décoration peinte ou en mosaïques. La décoration est appliquée sur l'intrados de l'arc ou sur les portions de voûte contiguës. Dans le cas d'église à plan basilical comme la basilique Saint-Paul-hors-les-Murs ou la basilique Santa Prassede, la décoration orne le mur-diaphragme dans lequel s'ouvre l'arc. La décoration est toujours en relation avec la thématique : Crucifixion, Christ en gloire, etc.

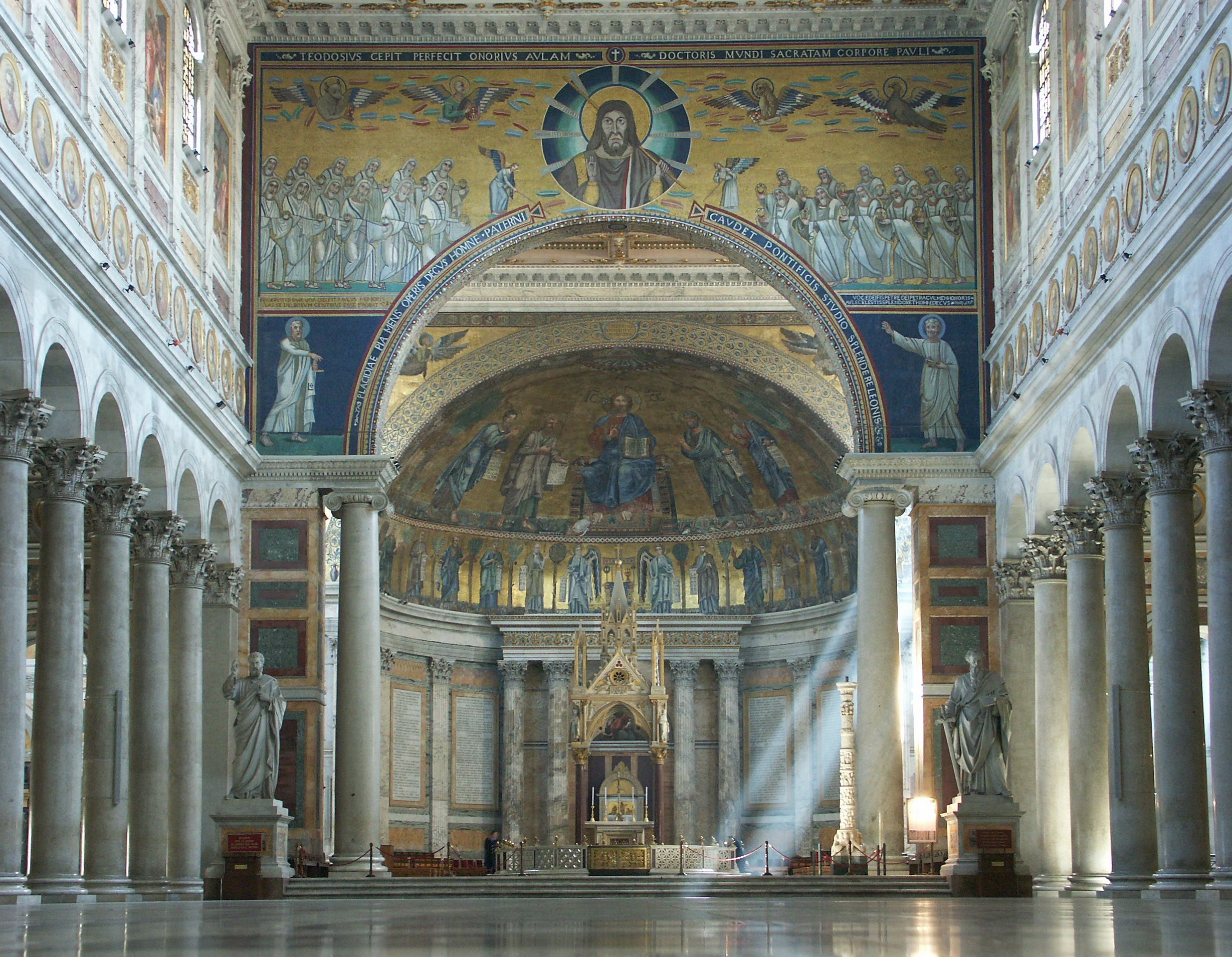
L'arc de Galla Placidia dans la basilique Saint-Paul-hors-les-Murs, datant du Ve siècle puis refait au XIXe siècle.
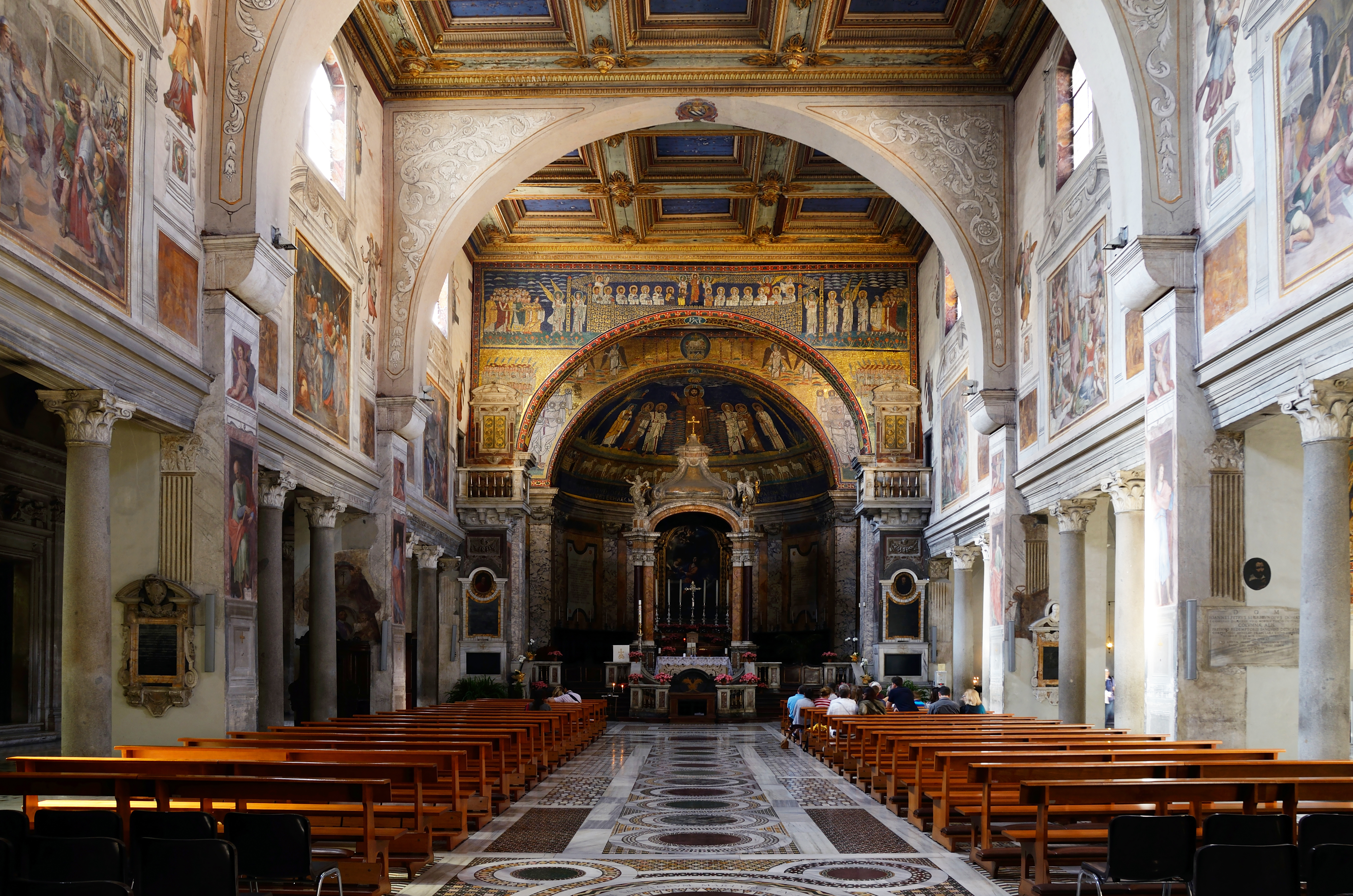
Basilique Sainte-Praxède, Rome.
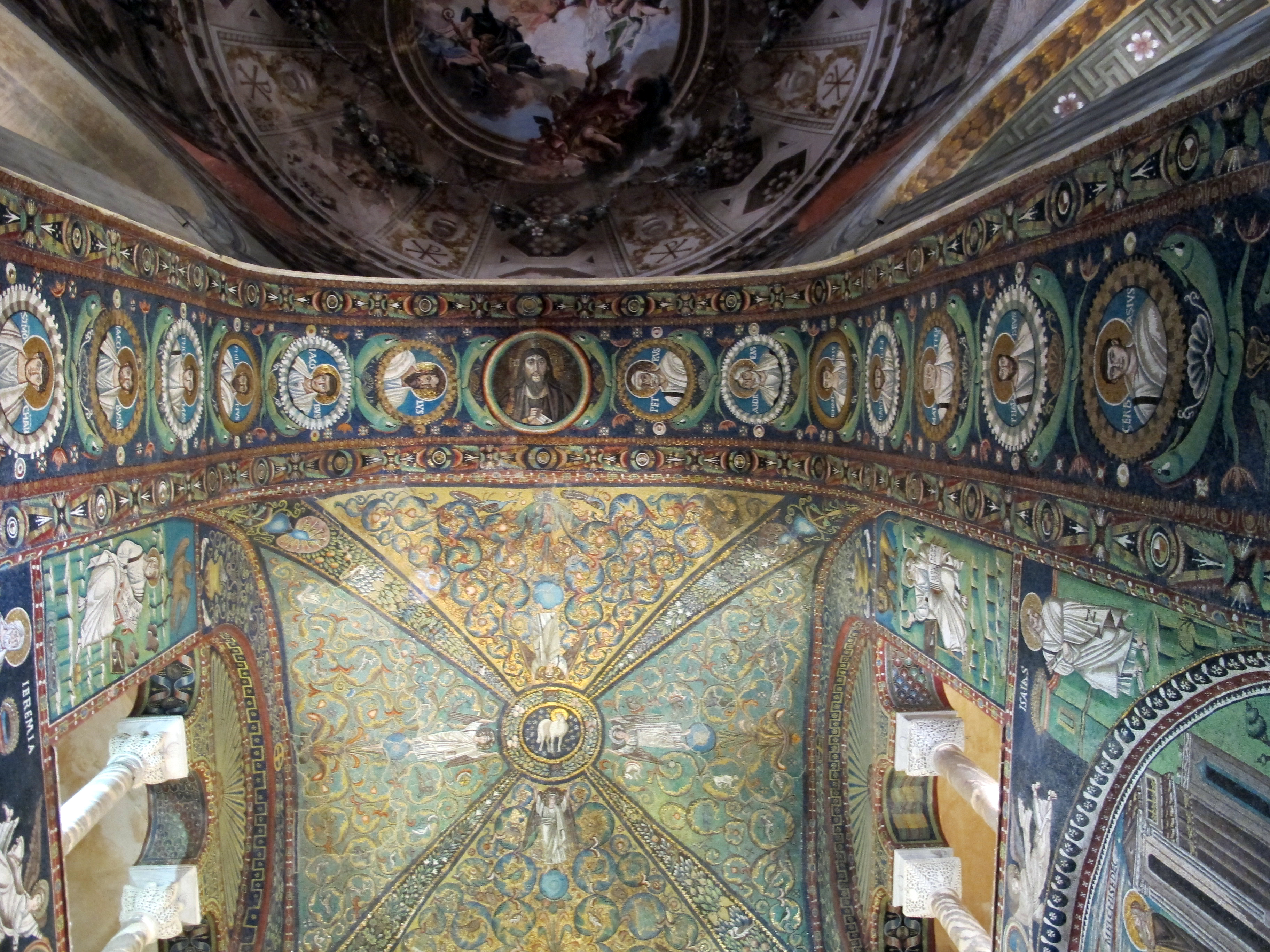
Basilique Saint-Vital (Ravenne), arc triomphal byzantin du VIe siècle, avec le Christ et les douze apôtres en mosaïque.
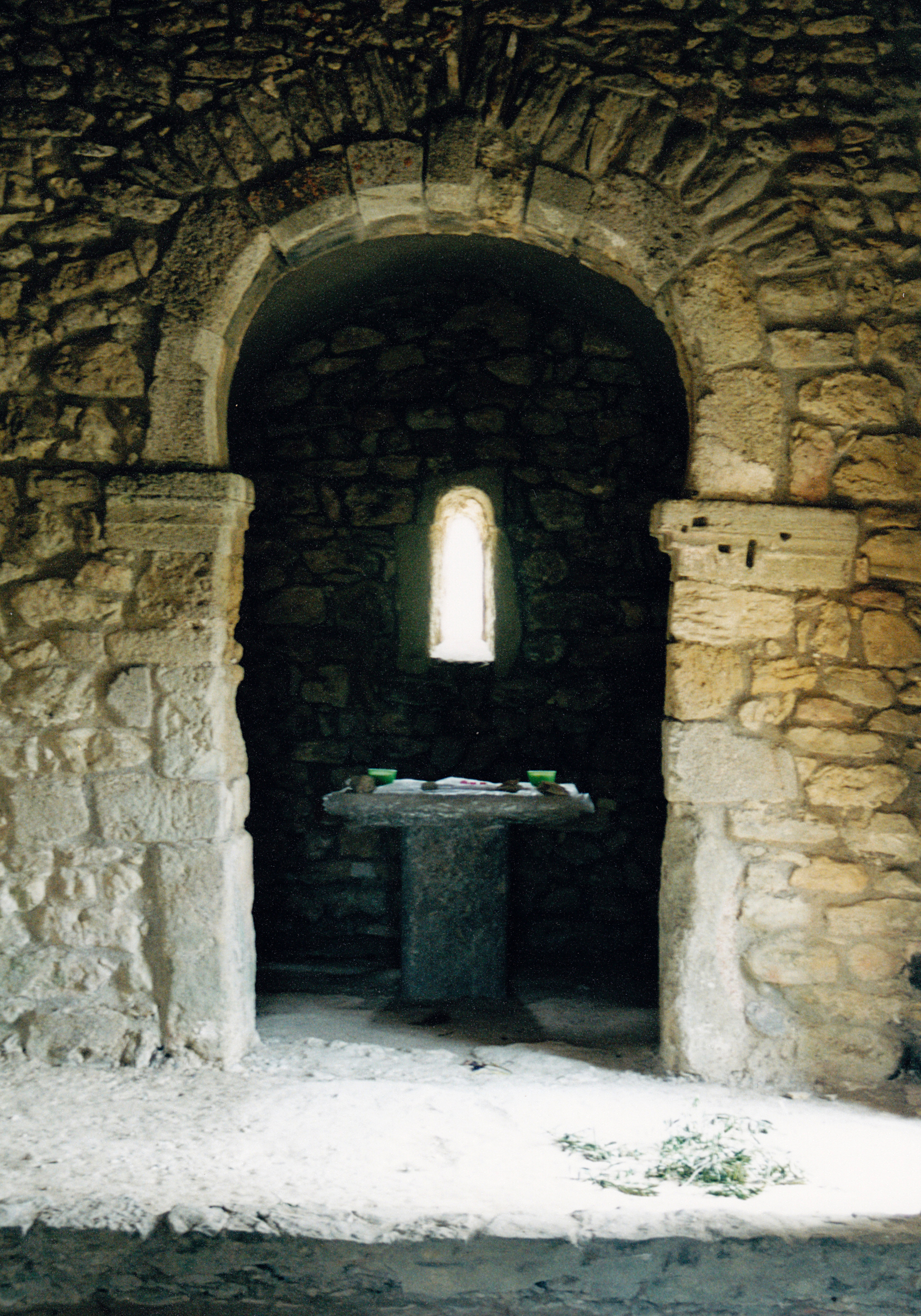
Arc triomphal outrepassé de Saint-Laurent de Moussan (Aude).
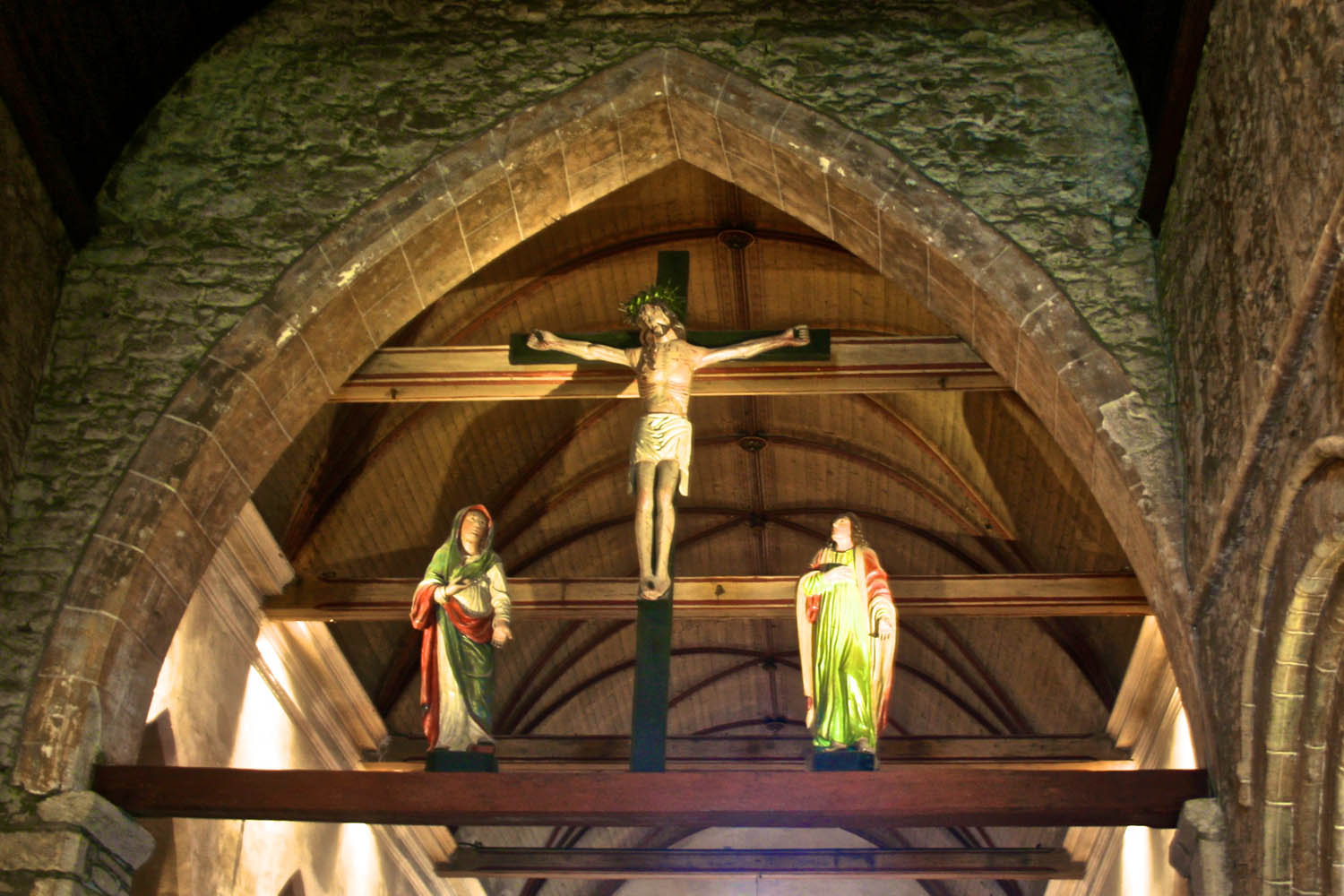
Église Saint-Jacques, Perros-Guirec (Côtes-d'Armor), arc triomphal et poutre de gloire.
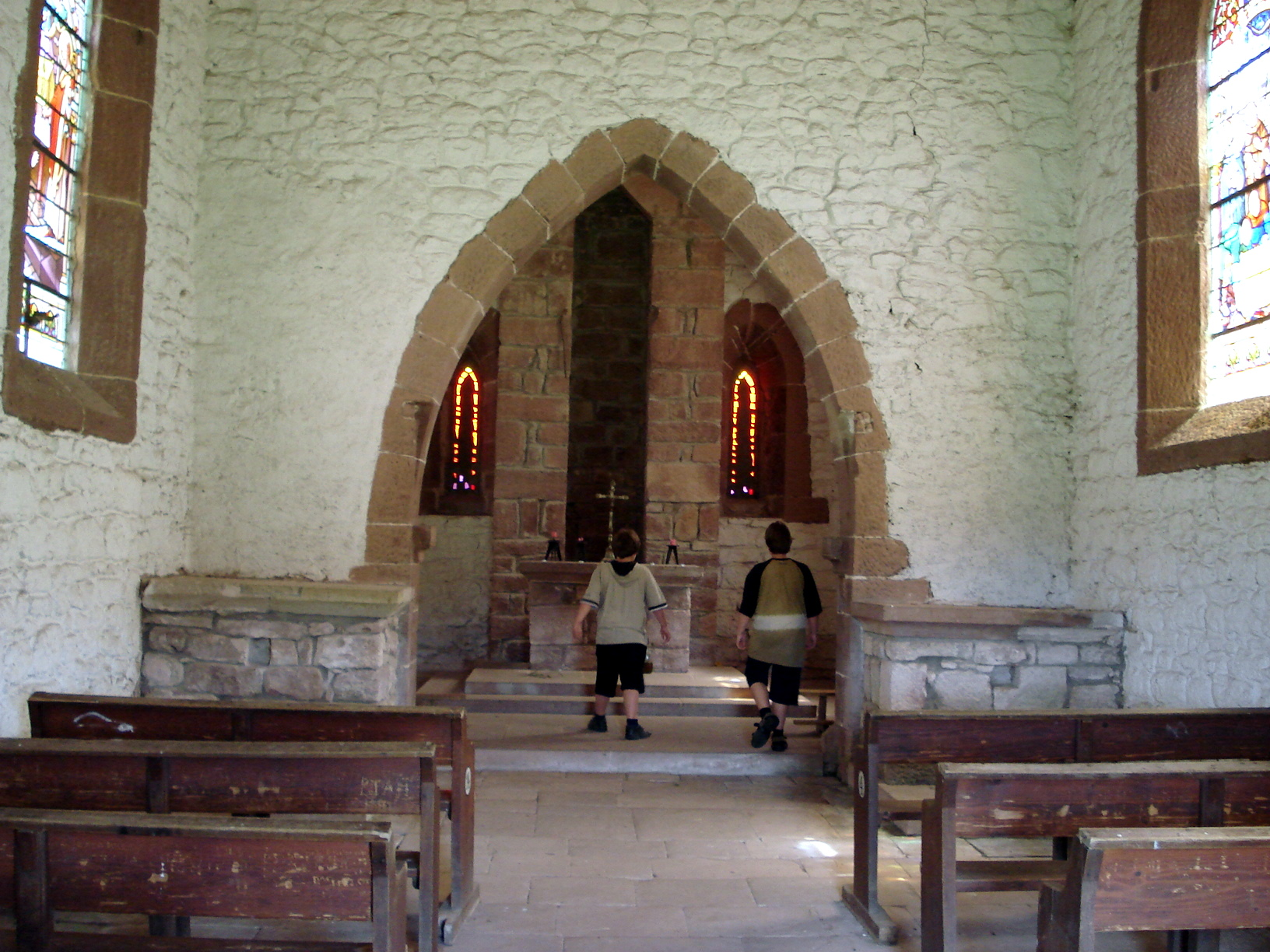
Arc triomphal, Haute-Chapelle, Saint-Quirin (Moselle).
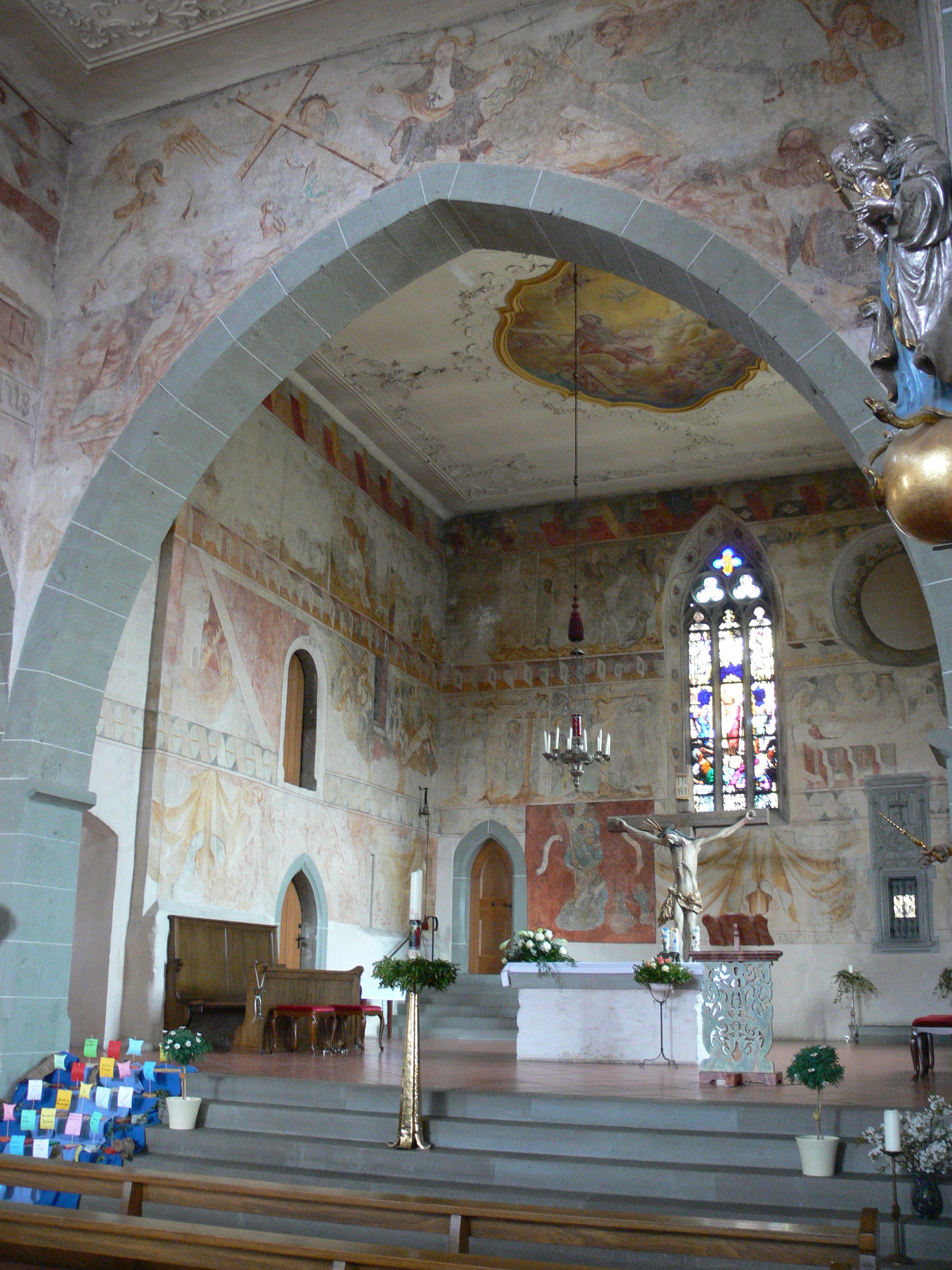
Bermatingen (Allemagne), église Saint-Georges.